# Marie-Laure Piazza
Pour les articles homonymes, voir Piazza.
Marie-Laure Piazza est une magistrate française.

## Biographie

### Carrière juridique
Marie-Laure Piazza est juge dans divers tribunaux tels que Valence en 2001 puis Verdun jusqu'en 2014,.
En 2014, elle devient présidente du Tribunal de grande instance de Mamoudzou et laisse un bilan positif lors de son départ en 2015. Elle est ensuite présidente de la cour d’assises de Bastia. Un incident l'y oppose le 26 septembre 2016 à Éric Dupond-Moretti qui était encore avocat. Selon elle, il lui aurait adressé, dans un couloir du palais de justice, « des clins d'œil appuyés et des mouvements de langue sur ses lèvres en se grattant la braguette ». Des propos sexistes sont également tenus à son encontre. À la suite d'une enquête, Éric Dupond-Moretti fait l'objet d'un rappel à la loi pour violation du secret du délibéré, menaces et actes d’intimidation,,.
Elle est nommée première présidente de la cour d'appel de Cayenne en 2017. En juillet 2021, ce tribunal fait l’objet d’un examen de situation demandé par le garde des Sceaux, Éric Dupond-Moretti dans un contexte de contestation syndicale en Guyane,. Le rapport est rendu en décembre 2021 et envoyé au ministre de la justice,.
En février 2022, Marie-Laure Piazza fait l'objet d'une enquête administrative de l’Inspection générale de la justice,. Devant ces faits, l'Union Syndicale des Magistrats porte plainte le 30 mars contre Éric Dupond-Moretti pour « prise illégale d’intérêt contre le ministre de la Justice »,,. Cette plainte est classée sans suite le 25 avril 2022 par François Molins, procureur général près la Cour de cassation,. 
En septembre 2022, elle demande la création d'une juridiction interrégionale spécialisée et davantage de magistrats fonctionnaires formés par l'université de Guyane à l'occasion de la visite du ministre de la justice.
Le 31 décembre 2022, elle choisit de quitter la présidence de la cour d'appel de Cayenne, et devient conseillère à la cour de cassation. Le 7 décembre 2023, le conseil supérieur de la magistrature (CSM) décide qu'elle n'a « commis aucune faute disciplinaire »,. C'est la première fois que le CSM statue sur une procédure disciplinaire à l'encontre d’un chef de cour, la dernière procédure semblable avait eu lieu le siècle dernier pour un procureur général.